# محمد ناصر جلیلی
محمد ناصر جلیلی (انگلیسی: Mohamed Naceur Jelili؛ زادهٔ ۲ فوریهٔ ۱۹۵۰) بازیکن هندبال اهل تونس بود.